# Lino Escalera
Lino Escalera (Madrid, 1975) és un guionista i director de cinema espanyol.
Va estudiar ciències empresarials però després estudià cinematografia a la Universitat de Nova York i a l'Escola de Cinema i Televisió de San Antonio de los Baños (Cuba). El 2000 va dirigir el seu primer curtmetratge i el 2017 el seu primer llargmetratge, No sé decir adiós, estrenat al Festival de Màlaga, on va assolir el Premi Especial del Públic i el premi al millor guió, i que va guanyar el Premi Pantalla Abierta al Festival de Cinema d'Alcalá de Henares i fou nominada al Goya al millor director novell i a la violette d'or al Festival de Cinema d'Espanya de Tolosa de Llenguadoc. També dirigí el curtmetratge Australia, nominat al Goya al millor curtmetratge de ficció.

## Filmografia
- Amarantado (curtmetratge, 2000)
- Espacio 2 (curtmetratge, 2001)
- Desayunar, comer, cenar, dormir (curtmetratge, 2003)
- Elena quiera (2007)
- Australia (curtmetratge, 2017)
- No sé decir adiós (2017)
- Traición (2018)
- Alta mar (2019)
- Escenario 0 (2020)